# Nototriche
Nototriche är ett släkte av malvaväxter. Nototriche ingår i familjen malvaväxter.

## Bildgalleri

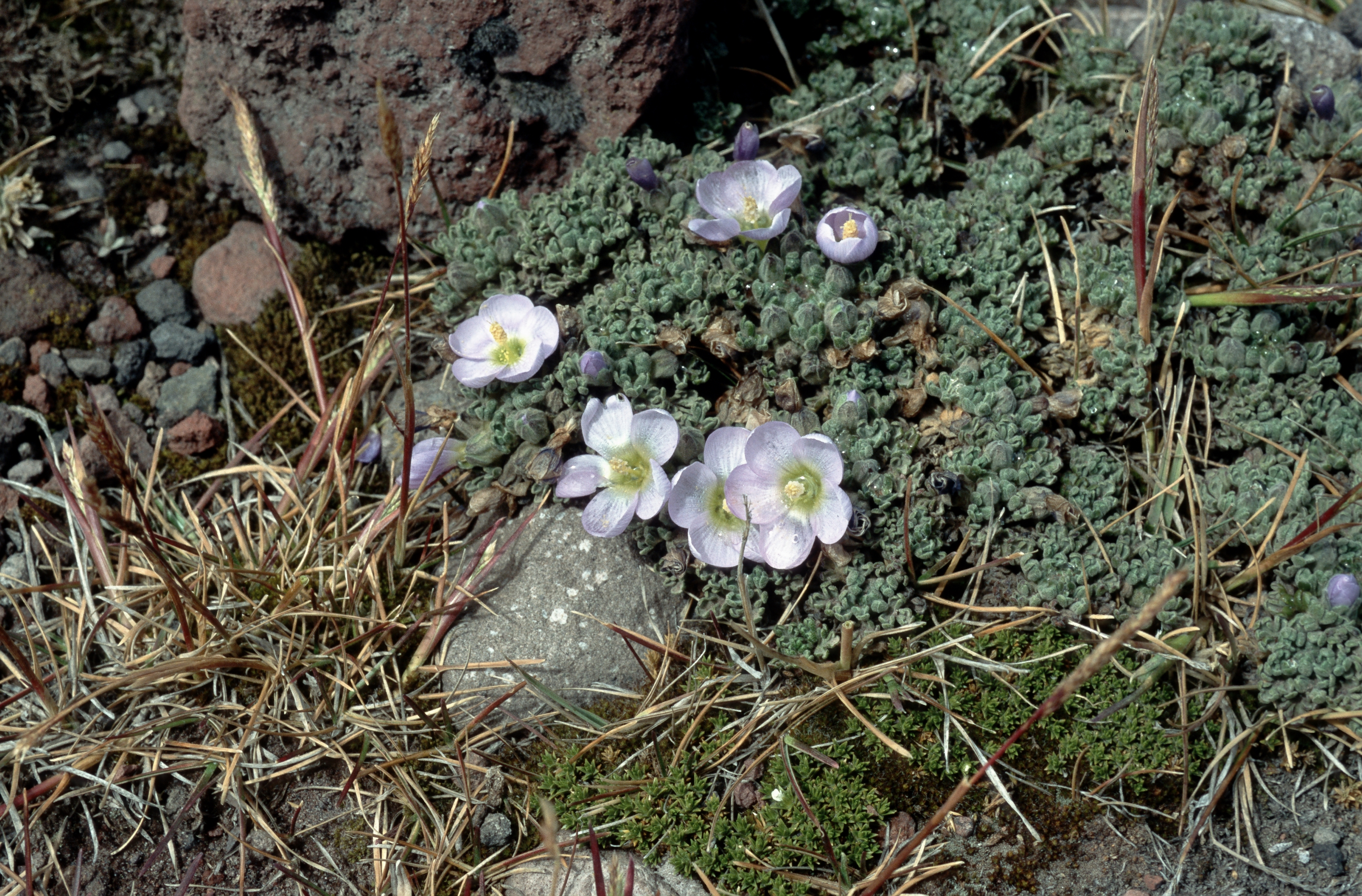

## Dottertaxa tillNototriche, i alfabetisk ordning[1]
- Nototriche acaulis
- Nototriche agyna
- Nototriche alternata
- Nototriche anthemidifolia
- Nototriche antoniana
- Nototriche aretioides
- Nototriche argentea
- Nototriche argyrioides
- Nototriche armeriifolia
- Nototriche artemisioides
- Nototriche auricoma
- Nototriche azorella
- Nototriche bicolor
- Nototriche borussica
- Nototriche cabrerae
- Nototriche caesia
- Nototriche cajonensis
- Nototriche calchaquensis
- Nototriche castelnaeana
- Nototriche castillonii
- Nototriche chuculaensis
- Nototriche cinerea
- Nototriche clandestina
- Nototriche coactilis
- Nototriche coccinea
- Nototriche compacta
- Nototriche condensata
- Nototriche congesta
- Nototriche copon
- Nototriche cupuliformis
- Nototriche digitulifolia
- Nototriche diminutiva
- Nototriche dissecta
- Nototriche ecuadoriensis
- Nototriche ellipticifolia
- Nototriche epileuca
- Nototriche erinacea
- Nototriche estipulata
- Nototriche famatinensis
- Nototriche flabellata
- Nototriche foetida
- Nototriche friesii
- Nototriche glabra
- Nototriche glacialis
- Nototriche glauca
- Nototriche gracilens
- Nototriche hieronymi
- Nototriche hillii
- Nototriche hunzikeri
- Nototriche jamesonii
- Nototriche kurtzii
- Nototriche lanata
- Nototriche leucosphaera
- Nototriche lobbii
- Nototriche longirostris
- Nototriche longituba
- Nototriche lopezii
- Nototriche lorentzii
- Nototriche macleanii
- Nototriche macrotuba
- Nototriche mandoniana
- Nototriche meyenii
- Nototriche nana
- Nototriche niederleinii
- Nototriche nigrescens
- Nototriche nivea
- Nototriche obcuneata
- Nototriche obtusa
- Nototriche orbignyana
- Nototriche ovalifolia
- Nototriche ovata
- Nototriche parviflora
- Nototriche pearcei
- Nototriche pedatiloba
- Nototriche pediculariifolia
- Nototriche pellicea
- Nototriche peruviana
- Nototriche philippii
- Nototriche phyllanthos
- Nototriche pinnata
- Nototriche polygama
- Nototriche pseudopichinchensis
- Nototriche pulverulenta
- Nototriche pulvilla
- Nototriche pulvinata
- Nototriche purpurascens
- Nototriche pusilla
- Nototriche pygmaea
- Nototriche rohmederi
- Nototriche rugosa
- Nototriche salina
- Nototriche sepaliloba
- Nototriche sleumeri
- Nototriche staffordiae
- Nototriche stenopetala
- Nototriche stipularis
- Nototriche sulcata
- Nototriche sulphurea
- Nototriche tovari
- Nototriche trollii
- Nototriche tucumana
- Nototriche turritella
- Nototriche ulophylla
- Nototriche vargasii
- Nototriche violacea
- Nototriche viridula